# قائمة الأجناس البكتيرية التي سميت نسبة إلى أسماء شخصيات
تتم تسمية العديد من الأنواع البكتيرية نسبة إلى الأشخاص، إما المكتشف أو شخص مشهور في مجال علم الأحياء الدقيقة، على سبيل المثال السالمونيلا سميت نسبة إلى د.إ سالمون الذي اكتشف هته البكتيريا.
- السالمونيلا: نسبة إلى د.إ سالمون وهو جراح بيطري أمريكي
- كليبسيللا: نسبة إلى إ. كليبس عالم ألماني بالأحياء الدقيقة

طريقة التعريب
- 1- يجب معرفة لفظ اسم الشخص، مثلاً إذا كانت J في اسمه تلفظ جيماً أم ياءً أم خاءً أم تعدّل حرفاً سابقاً (sj في السويدية تعطي الشين)
- اللاحقة -bacter تصبح ية: مثلاً Azotobacter ← آزوتية
- المعجم الطبي الموحد يستخدم في الغالب التاء المربوطة، ويمكن استخدام الألف المبسوطة فأي اللفظين اعتمد توجب إنشاء تحويلة بالآخر مثلاً: (سلمونيلا أو سلمونيلة)

## A
| المصطلح الإنجليزي | الشخصية المنسوب إليها | التخصص                       | المصطلح العربي | ملاحظات                       |
| ----------------- | --------------------- | ---------------------------- | -------------- | ----------------------------- |
| Adlercreutzia     | هـ. ألدركروتز         | أستاذ فنلندي                 | ألدركروتزا     | إجتهاد                        |
| Afifella          | س. أفيف               | فيلسوف ورسام بريطاني         | أفيفيلا        | اسم العالم + يلا في مكان ella |
| Agreia            | نينا س. أغر           | عالمة روسية بالاحياء الدقيقة |                |                               |
| Ahrensia          | ر. أرينس              | عالم ألماني بالاحياء الدقيقة |                |                               |
| Akkermansia       | أنتون أكرمنس          | عالم هولندي بالاحياء الدقيقة | أكرمنسة        | إجتهاد                        |
| Allisonella       | م.ج أليسون            | عالم أمريكي بالاحياء الدقيقة | أليسونيلا      | اسم العالم + يلا في مكان ella |
| Ameyamaea         | مينورو أمياما         | عالم ياباني بالاحياء الدقيقة |                |                               |
| Anderseniella     | فاليري اندرسون        | عالم فرنسي بالاحياء الدقيقة  | اندرسونيلا     | اسم العالم + يلا في مكان ella |
| Andreprevotia     | أندري. ر. بريفو       | عالم فرنسي بالاحياء الدقيقة  |                |                               |
| Asaia             | توشينوبو أساي         | عالم ياباني بالاحياء الدقيقة |                |                               |
| Neoasaia          | توشينوبو أساي         | عالم ياباني بالاحياء الدقيقة |                |                               |
| Asanoa            | كوسو أسانوا           | عالم ياباني بالاحياء الدقيقة |                |                               |
| Austwickia        | بيتر.ك.س. أوستويك     | عالم نبات نيوزيلندي          | أوستويكة       | إجتهاد                        |

## B
| المصطلح الإنجليزي | الشخصية المنسوب إليها               | التخصص                         | المصطلح العربي         | ملاحظات                       |
| ----------------- | ----------------------------------- | ------------------------------ | ---------------------- | ----------------------------- |
| Barnesiella       | إلا م. بارنس                        | عالم أحياء دقيقة بريطاني       | بارنسيلا               | اسم العالم + يلا في مكان ella |
| Bartonella        | أ. ل. بارتون                        | طبيب بيروفي                    | بارتونيلا              | اسم العالم + يلا في مكان ella |
| Bauldia           | جون بولد                            | عالم أحياء دقيقة أسترالي       |                        |                               |
| Beggiatoa         | ف س. بيجياطو                        | طبيب فيتشنزا                   |                        |                               |
| Beijerinckia      | مارتينوس بيجيرينك                   | عالم أحياء دقيقة هولندي        |                        |                               |
| Belliella         | روسيل بيل                           | عالم أحياء دقيقة مائية سويدي   | بيلييلا                | اسم العالم + يلا في مكان ella |
| Belnapia          | جاين بيلناب                         | عالم أحياء دقيقة أمريكي        |                        |                               |
| Beneckea          | و. بينيك (W. Benecke)               | عالم جراثيم ألماني             | بينيكية                |                               |
| Bergeriella       | يو. بيرجر (U. Berger)               | عالم جراثيم ألماني             | بيرجريلا               | اسم العالم + يلا في مكان ella |
| Bergeyella        | دافيد ه. بارجي                      | عالم جراثيم أمريكي             | بارجيايلا              | اسم العالم + يلا في مكان ella |
| Bermanella        | توم بيرمان                          | عالم بيئة الميكروبات المائية   | بيرمانيلا              | اسم العالم + يلا في مكان ella |
| Bhargavaea        | بوشبا ميترا بارغافا                 | عالم أحياء هندي                |                        |                               |
| Bibersteinia      | أرنست ل. بيبرشتاين                  | عالم جراثيم أمريكي             |                        |                               |
| Bizionia          | بارتولوميو بيزيو                    | عالم طبيعة إيطالي              |                        |                               |
| Blautia           | مايكل بلوت                          | عالم أحياء دقيقة ألماني        |                        |                               |
| Bordetella        | جول بورديه                          | عالم أحياء دقيقة فرنسي         | بورديتيلا              | اسم العالم + يلا في مكان ella |
| Borrelia          | أ. بوريل                            | عالم فرنسي                     | بوريليا                |                               |
| Bosea             | جاجاديش تشاندرا بوس                 | مؤسس معهد بوس                  |                        |                               |
| Bowmanella        | جون ب. بومان                        | عالم أحياء دقيقة أسترالي       | بومانيلا               | اسم العالم + يلا في مكان ella |
| Brackiella        | مانفريد براك                        | أخصائي علم الأمراض ألماني      | براكييلا               | اسم العالم + يلا في مكان ella |
| Branhamella       | سارة برانهام                        | عالمة أحياء دقيقة أمريكية      | برانهاميلا             | اسم العالم + يلا في مكان ella |
| Brenneria         | دون ج. برينر                        | عالم جراثيم أمريكي             | برينرية                | إجتهاد                        |
| Brucella          | سير ديفيس بروس                      | طبيب اسكتلندي                  | بروسيلا                | اسم العالم + يلا في مكان ella |
| Buchnera          | بول بوشنر                           | عالم أحياء ألماني              | بوشنرية                | إجتهاد                        |
| Bulleidia         | آرثر بولايد                         | عالم أحياء دقيقة فموية بريطاني |                        |                               |
| Burkholderia      | و. هـ. بيركهولدر (W. H. Burkholder) | عالم جراثيم أمريكي             |                        |                               |
| Buttiauxella      | رينيه بوتيو (René Buttiaux)         |                                | بوتيويلا أو بوتيوكسيلة | اسم العالم + يلا في مكان ella |

## C
| المصطلح الإنجليزي | الشخصية المنسوب إليها             | التخصص                                | المصطلح العربي | ملاحظات                       |
| ----------------- | --------------------------------- | ------------------------------------- | -------------- | ----------------------------- |
| Castellaniella    | سير ألدو كاستيلاني                | عالم جراثيم بريطانو-إيطالي            | كاستيلانييلا   | اسم العالم + يلا في مكان ella |
| Catonella         | اليزابيث ب. كاتو                  | عالمة أحياء دقيقة من الولايات المتحدة | كاتونيلا       | اسم العالم + يلا في مكان ella |
| Chainia           | إرنست بوريس ميكايلوفيش شين        | عالم أحياء دقيقة الألمانو-بريطاني     |                |                               |
| Clevelandina      | ل. ر. كليفلاند                    | عالم أحياء أمريكي                     |                |                               |
| Cobetia           | اندريه ب. كوبيت                   | عالم جراثيم أمريكي                    |                |                               |
| Cohnella          | فرديناند كوهن                     | عالم أحياء دقيقة ألماني               | كوهنيلا        | اسم العالم + يلا في مكان ella |
| Collinsella       | ماثيو د. كولينز                   | عالم أحياء دقيقة بريطاني              | كولينزيلا      | اسم العالم + يلا في مكان ella |
| Colwellia         | ريتا ر. كولويل                    | عالم جراثيم أمريكي                    |                |                               |
| Costertonia       | ج. و. كوستيرتون (J. W. Costerton) | عالم جراثيم أمريكي                    |                |                               |
| Couchioplanes     | ج. ن. كوش (J. N. Couch)           | إختصاصي فطريات أمريكي                 |                |                               |
| Cowdria           | إ. ف. كاودري (E. V. Cowdry)       | عالم ريكاتسيات أمريكي                 |                |                               |
| Coxiella          | هيرولد ر. كوكس                    | عالم أحياء دقيقة أمريكي               | كوكسيلا        | اسم العالم + يلا في مكان ella |
| Crabtreella       | ك. كرابتري                        | عالم أحياء دقيقة أمريكي               | كرابتريلا      | اسم العالم + يلا في مكان ella |
| Crossiella        | توماس كروس                        | عالم أحياء دقيقة بريطاني              | كروسيلا        | اسم العالم + يلا في مكان ella |

## D
| المصطلح الإنجليزي | الشخصية المنسوب إليها          | التخصص                                  | المصطلح العربي      | ملاحظات                       |
| ----------------- | ------------------------------ | --------------------------------------- | ------------------- | ----------------------------- |
| Dasania           | جيونغ ياك يونغ                 | عالم كوري                               | داسانيلا أو داسانيا |                               |
| Deleya            | جوزيف دي لي                    | عالم أحياء دقيقة بلجيكي                 | ديليلا              |                               |
| Derxia            | هـ. ج. ديركس                   | عالم أحياء دقيقة هولندي                 | دركسيلا أو دركسيا   |                               |
| Devosia           | بول دي فوس                     | عالم أحياء دقيقة بلجيكي                 | ديفوسيلا أو ديفوسيا |                               |
| Devriesea         | ل. أ. ديفرياس                  | عالم أحياء دقيقة بيطرية بلجيكي          | دفريسيلا أو دفريسيا |                               |
| Dickeya           | روبرت س. ديكي                  | أخصائي علم أمراض نبات أمريكي            | ديكيلا أو ديكيا     |                               |
| Dietzia           | ألما ديتز                      | عالمة أحياء دقيقة أمريكية               | ديتزيلا أو ديتزيا   |                               |
| Dongia            | شيوى تشو دونغ                  | عالم جراثيم واختصاصي نصنيف بكتيريا صيني | دونغيلا أو دونغيا   |                               |
| Dorea             | جويل دوريه                     | عالم أحياء دقيقة فرنسي                  | دورييلا أو دوريا    |                               |
| Duganella         | ب.ر. دوغان                     | عالم أحياء دقيقة أمريكي                 | دوغانيلا            | اسم العالم + يلا في مكان ella |
| Dyella            | دوغلاس و. داي (Douglas W. Dye) | عالم أحياء دقيقة نيوزيلندي              | داييلا              | اسم العالم + يلا في مكان ella |

## E
| المصطلح الإنجليزي | الشخصية المنسوب إليها | التخصص                      | المصطلح العربي | ملاحظات                                     |
| ----------------- | --------------------- | --------------------------- | -------------- | ------------------------------------------- |
| Edwardsiella      | ب. ر. ادواردز         | عالم جراثيم أمريكي          | إدواردزيلا     | اسم العالم + يلا في مكان ella               |
| Eggerthella       | أرنولد اغيرث          | عالم جراثيم أمريكي          | إغيرثيلا       | اسم العالم + يلا في مكان ella               |
| Paraeggerthella   | أرنولد اغيرث          | عالم جراثيم أمريكي          | شبه إغيرثيلا   | شبه مكان para اسم العالم + يلا في مكان ella |
| Ehrlichia         | باول إرليخ            | عالم جراثيم ألماني          |                |                                             |
| Eikenella         | م. أيكن               | عالم أحياء سكندنافي         | أيكنيلا        | اسم العالم + يلا في مكان ella               |
| Elioraea          | إليورا ز. رون         | عالمة أحياء دقيقة إسرائيلية |                |                                             |
| Elizabethkingia   | إليزابيث كينغ         | عالمة جراثيم أمريكية        |                |                                             |
| Erwinia           | إروين فرينك سميث      | عالم جراثيم أمريكي          | إروينية        | إجتهاد                                      |
| Escherichia       | ثيودور إيشيرش         | عالم جراثيم أمريكي          |                |                                             |
| Euzebya           | جان ب. أوزيبي         | عالم جراثيم فرنسي           |                |                                             |
| Ewingella         | وليام يوينغ           | عالم جراثيم أمريكي          | يوينغيلا       | اسم العالم + يلا في مكان ella               |

## F
| المصطلح الإنجليزي | الشخصية المنسوب إليها | التخصص                  | المصطلح العربي | ملاحظات                       |
| ----------------- | --------------------- | ----------------------- | -------------- | ----------------------------- |
| Facklamia         | ريتشارد ر. فاكلام     | عالم جراثيم أمريكي      |                |                               |
| Fangia            | شين فانغ فانغ         | عالم أحياء دقيقة صيني   |                |                               |
| Finegoldia        | س. م. فاينغولد        | عالم جراثيم أمريكي      |                |                               |
| Francisella       | إدوارد فرنسيس         | عالم جراثيم أمريكي      | فرنسيسيلا      | اسم العالم + يلا في مكان ella |
| Frankia           | ألبرت برنارد فرانك    | عالم جراثيم سويسري      |                |                               |
| Frateuria         | جوزيف فراتور          | عالم أحياء دقيقة بلجيكي |                |                               |
| Friedmanniella    | إمري فريدمان          | عالم أحياء دقيقة أمريكي | فريدمانيلا     | اسم العالم + يلا في مكان ella |

## G
| المصطلح الإنجليزي  | الشخصية المنسوب إليها    | التخصص                               | المصطلح العربي | ملاحظات                               |
| ------------------ | ------------------------ | ------------------------------------ | -------------- | ------------------------------------- |
| Gallionella        | ب. غاليون                | عالم حيوان (1782-1839) في ديب، فرنسا | غاليونيلا      | اسم العالم + يلا في مكان ella         |
| Garciella          | جان لويس غارسيا          | عالم أحياء دقيقة فرنسي               | غارسييلا       | اسم العالم + يلا في مكان ella         |
| Gardnerella        | هـ. غاردنر               | عالم جراثيم أمريكي                   | غاردنريلا      | اسم العالم + يلا في مكان ella         |
| Georgfuchsia       | جورج فوش (Georg Fuchs)   | عالم جراثيم ألماني                   |                |                                       |
| Gibbsiella         | جون ن. جيبس              | أخصائي علم أمراض الغابات البريطاني   | جيبسيلا        | اسم العالم + يلا في مكان ella         |
| Giesbergeria       | ج. جيسبورغر              | عالم أحياء دقيقة هولندي              |                |                                       |
| Gillisia           | مونيك جيليس              | عالمة جراثيم بلجيكية                 |                |                                       |
| Goodfellowiella    | مايكل غودفيلو            | عالم أحياء دقيقة بريطاني             | غودفيلويلا     | اسم العالم + يلا في مكان ella         |
| Gordonia           | روث غوردون               | عالم جراثيم أمريكي                   |                |                                       |
| Gordonibacter      | جيفري غوردون             | عالم جراثيم أمريكي                   | غوردونية       | اسم العالم غوردون + ية في مكان bacter |
| Grahamella         | جورج ستيوارت غراهام سميث | عالم أحياء دقيقة بريطاني             | غراهاميلا      | اسم العالم + يلا في مكان ella         |
| Gramella           | هانس كريستيان غرام       | صيدلي وأخصائي علم أمراض دانمركي      | غراميلا        | اسم العالم + يلا في مكان ella         |
| Grimontia          | باتريك غريمون            | عالم أحياء دقيقة فرنسي               |                |                                       |
| Guggenheimella     | برنارد غوغنهايم          | عالم أحياء دقيقة سويسري              | غوغنهايميلا    | اسم العالم + يلا في مكان ella         |
| Gulbenkiania       | كالوست كولبنكيان         | حامي الفنون والعلوم البرتغالي        |                |                                       |
| Pseudogulbenkiania | كالوست كولبنكيان         | حامي الفنون والعلوم البرتغالي        |                |                                       |

## H
| المصطلح الإنجليزي | الشخصية المنسوب إليها       | التخصص                                           | المصطلح العربي  | ملاحظات                                          |
| ----------------- | --------------------------- | ------------------------------------------------ | --------------- | ------------------------------------------------ |
| Haemobartonella   | أ. ل. بارتون                | طبيب بيروفي                                      | بارتونيلا دموية | اسم العالم + يلا في مكان ella + دموية مكان haemo |
| Hahella           | يونغ تشيل هاه               | عالم جراثيم كوري                                 | هاهيلا          | اسم العالم + يلا في مكان ella                    |
| Hallella          | إيفان س. هال (Ivan C. Hall) | عالم أحياء دقيقة من الولايات المتحدة             | هاليلا          | اسم العالم + يلا في مكان ella                    |
| Hamadaea          | ماسا حمادة                  | عالم أحياء دقيقة ياباني                          |                 |                                                  |
| Hansschlegelia    | هانس ج. شليغل               | عالم أحياء دقيقة ألماني                          |                 |                                                  |
| Henriciella       | آرثر ت. هنريسي              | عالم أحياء دقيقة أمريكية                         | هنريسييلا       | اسم العالم + يلا في مكان ella                    |
| Hespellia         | روبرت ب. هيسبل              | عالم أحياء دقيقة أمريكية                         |                 |                                                  |
| Hippea            | هانز هيب                    | عالم أحياء دقيقة ألماني                          |                 |                                                  |
| Hirschia          | بيتر هيرش                   | عالم أحياء دقيقة ألماني                          |                 |                                                  |
| Hoeflea           | مانفريد هوفلي               | عالم أحياء دقيقة ألماني                          |                 |                                                  |
| Holdemania        | ليليان ف. هولدمان مور       | عالم أحياء دقيقة أمريكي                          |                 |                                                  |
| Hollandina        | أندريه هولاند جونيور        | عالم طلائعيات فرنسية                             |                 |                                                  |
| Hongia            | سون وو هونغ                 | عالم أحياء دقيقة كوري                            |                 |                                                  |
| Hongiella         | سون وو هونغ                 | عالم أحياء دقيقة كوري                            | هونغيلا         | اسم العالم + يلا في مكان ella                    |
| Howardella        | برنارد هوارد                | عالم أحياء دقيقة نيوزيلندي                       | هوارديلا        |                                                  |
| Hoyosella         | مانويل هويوس                | رائد في مجال البحث من أجل حماية لوحات كهف تاميرا | هويوسيلا        | اسم العالم + يلا في مكان ella                    |
| Hylemonella       | فيليب ب. هيليمون            | عالم جراثيم أمريكي                               | هيليمونيلا      | اسم العالم + يلا في مكان ella                    |
| Hyunsoonleella    | هيون سون لي                 | عالم أحياء دقيقة كوري                            | هيونسونلييلا    | اسم العالم + يلا في مكان ella                    |

## I
| المصطلح الإنجليزي | الشخصية المنسوب إليها | التخصص            | المصطلح العربي | ملاحظات |
| ----------------- | --------------------- | ----------------- | -------------- | ------- |
| Ignatzschineria   | إغناتز رودولف شينير   | عالم حشرات نمساوي | إغناتشينيرا    |         |

## J
| المصطلح الإنجليزي | الشخصية المنسوب إليها     | التخصص                               | المصطلح العربي | ملاحظات                                                          |
| ----------------- | ------------------------- | ------------------------------------ | -------------- | ---------------------------------------------------------------- |
| Jahnella          | ادوارد أدولف فيلهلم جان   |                                      | جانيلا         | اسم العالم + يلا في مكان ella                                    |
| Jannaschia        | هولجر جاناش               | عالم أحياء دقيقة ألماني              |                |                                                                  |
| Jiangella         | تشنغ لين جيانغ            | عالم أحياء دقيقة صيني                | جيانغيلا       | اسم العالم + يلا في مكان ella                                    |
| Jishengella       | جيشنغ روان                | عالم أحياء دقيقة صيني                | جيشنغيلا       | اسم العالم + يلا في مكان ella                                    |
| Johnsonella       | جون ل. جونسون             | عالم أحياء دقيقة من الولايات المتحدة | جونسونيلا      | اسم العالم + يلا في مكان ella                                    |
| Jonesia           | دوروثي جونز               | عالمة أحياء دقيقة بريطانية           |                |                                                                  |
| Jonquetella       | أستاذ جونكي               | طبيب عيادي فرنسي                     | جونكيتيلا      | اسم العالم + يلا في مكان ella مع الإحتفاظ بالتاء من الاسم الأصلي |
| Joostella         | ب. ج. جوست (P. J. Jooste) | عالم جراثيم جنوب أفريقي              | جوستيلا        | اسم العالم + يلا في مكان ella                                    |

## K
| المصطلح الإنجليزي | الشخصية المنسوب إليها            | التخصص                                    | المصطلح العربي | ملاحظات                       |
| ----------------- | -------------------------------- | ----------------------------------------- | -------------- | ----------------------------- |
| Kangiella         | كوك هيي كانغ                     | عالم أحياء دقيقة كورية                    | كانغيلا        | اسم العالم + يلا في مكان ella |
| Kerstersia        | كاريل كيرسترس                    | عالم أحياء دقيقة بلجيكي                   |                |                               |
| Kingella          | إليزابيث كينغ                    | عالم جراثيم أمريكي                        | كينغيلا        | اسم العالم + يلا في مكان ella |
| Kitasatoa         | شيباسابورو كيتازاتو              | عالم جراثيم ياباني                        |                |                               |
| Kitasatospora     | شيباسابورو كيتازاتو              | عالم جراثيم ياباني                        |                |                               |
| Klebsiella        | إدوين كليبس                      | عالم جراثيم ألماني                        | كليبسيللا      |                               |
| Klugiella         | مايكل ج. كلوج                    | عالم أحياء دقيقة/حشرات أمريكي             | كلوجيلا        | اسم العالم + يلا في مكان ella |
| Kluyvera          | ألبرت جان كلايفر                 | عالم أحياء دقيقة هولندي                   | كلايفرا        | إجتهاد                        |
| Knoellia          | هانز كنول                        | رائد ألماني في مجال بحوث المضادات الحيوية |                |                               |
| Kocuria           | ميروسلاف كوكير                   | عالم أحياء دقيقة سلوفاكي                  |                |                               |
| Kofleria          | لودفيغ كوفلر                     | عالم النمساوي                             |                |                               |
| Koserella         | ستيوارت أ. كوزر                  | عالم جراثيم أمريكي                        | كوزريلا        | اسم العالم + يلا في مكان ella |
| Kozakia           | ميتشيو كوزاكي                    | عالم أحياء دقيقة ياباني                   |                |                               |
| Krasilnikovia     | نيكولاي ألكسندروفيتش كراسيلنيكوف | عالم شعاعيات روسي                         |                |                               |
| Kriegella         | نويل ر. كريج                     | عالم أحياء دقيقة أمريكي                   | كريجيلا        | اسم العالم + يلا في مكان ella |
| Kurthia           | هـ. كورث (H. Kurth)              | عالم جراثيم ألماني                        |                |                               |
| Kushneria         | دون ج. كوشنر                     | عالم أحياء دقيقة كندي                     |                |                               |
| Allokutzneria     | دون ج. كوشنر                     | عالم أحياء دقيقة كندي                     |                |                               |
| Kutzneria         | هانز جورغن كوتسنر                | عالم أحياء دقيقة ألماني                   |                |                               |

## L
| المصطلح الإنجليزي | الشخصية المنسوب إليها             | التخصص                            | المصطلح العربي | ملاحظات                       |
| ----------------- | --------------------------------- | --------------------------------- | -------------- | ----------------------------- |
| Labedella         | ديفيد ب. لابيدا                   | عالم جراثيم أمريكي                | لابيديلا       | اسم العالم + يلا في مكان ella |
| Labrenzia         | ماتياس لابرنز                     | عالم أحياء دقيقة بحرية ألماني     |                |                               |
| Laceyella         | جون لاسي                          | عالم أحياء دقيقة بريطاني          | لاسييلا        | اسم العالم + يلا في مكان ella |
| Larkinella        | جون م. لاركن                      | عالم أحياء دقيقة أمريكي           | لاركنيلا       | اسم العالم + يلا في مكان ella |
| Lautropia         | هـ. لوتروب (H. Lautrop)           | عالم جراثيم دانمركي               |                |                               |
| Lawsonia          | ج. هـ. ك. لوسون (G. H. K. Lawson) | عالم جراثيم أمريكي                |                |                               |
| Leadbetterella    | إدوارد ر. ليدبيتر                 | علماء الأحياء المجهرية أمريكي     | ليدبيتريلا     | اسم العالم + يلا في مكان ella |
| Lechevalieria     | هيبار وماري لو شوفالييه           | عالما الأحياء المجهرية أمريكيين   |                |                               |
| Leclercia         | هـ. لوكليرك (H. Leclerc)          | عالم جراثيم فرنسي                 | لوكليرسية      | إجتهاد                        |
| Leeia             | كيهو لي                           | عالم أحياء دقيقة كوري             |                |                               |
| Leeuwenhoekiella  | أنطوني فان ليفينهوك               | عالم هولندي                       | ليفينهوكيلا    | اسم العالم + يلا في مكان ella |
| Leifsonia         | اينار لايفسون                     | عالم أحياء دقيقة أمريكي           |                |                               |
| Leisingera        | توماس لايسنجر                     | عالم جراثيم سويسري                |                |                               |
| Leminorella       | ليون لو مينور                     | عالم جراثيم فرنسي                 | لومينوريلا     | اسم العالم + يلا في مكان ella |
| Lentzea           | فريدريك أ. لينتز                  | عالم أحياء دقيقة ألماني           |                |                               |
| Levinea           | ماكس ليفين                        | عالم جراثيم أمريكي                |                |                               |
| Lewinella         | رالف لوين                         | عالم جراثيم أمريكي                | لوينيلا        | اسم العالم + يلا في مكان ella |
| Lishizhenia       | لى شى تشن                         | عالم طبيعة صيني شهير              |                |                               |
| Listeria          | جوزف ليستر                        | جراح بريطاني                      |                |                               |
| Listonella        | ج. ليستون                         | عالم جراثيم أمريكي                | ليستونيلا      | اسم العالم + يلا في مكان ella |
| Loktanella        | تجينغ-لوك تان                     | من معهد ألفريد فيجنر في بريمرهافن | لوكتانيلا      | اسم العالم + يلا في مكان ella |
| Luedemannella     | ج. م. لوديمان (G. M. Luedemann)   | عالم شعاعيات روسي.                | لوديمانيلا     | اسم العالم + يلا في مكان ella |

## M
| المصطلح الإنجليزي | الشخصية المنسوب إليها       | التخصص                     | المصطلح العربي | ملاحظات                                          |
| ----------------- | --------------------------- | -------------------------- | -------------- | ------------------------------------------------ |
| Mahella           | روبرت أ. ماه                | عالم أحياء دقيقة أمريكي    | ماهيلا         | اسم العالم + يلا في مكان ella                    |
| Malikia           | كوهرشيد أ. مالك             | عالم أحياء دقيقة ألماني    |                |                                                  |
| Mannheimia        | والتر مانهايم               | عالم أحياء دقيقة ألماني    |                |                                                  |
| Martelella        | إ. مارتيل (E. Martel)       | مستكشف فرنسي               | مارتيليلا      | اسم العالم + يلا في مكان ella                    |
| Marvinbryantia    | مارفن ب. براينت             | عالم أحياء دقيقة أمريكي    |                |                                                  |
| Millisia          | نانسي ف. ميليس              | عالمة أحياء دقيقة أسترالية |                |                                                  |
| Mitsuokella       | ت. ميتسوكا                  | عالم جراثيم ياباني         | ميتسوكيلا      | اسم العالم + يلا في مكان ella                    |
| Moellerella       | ف. مولر                     | عالم أحياء دقيقة دانمركي   | مولريلا        | اسم العالم + يلا في مكان ella                    |
| Moorella          | مور (W. E. C. Moore)        | عالم أحياء دقيقة أمريكي    | موريلا         |                                                  |
| Moraxella         | فيكتور موراكس               | طبيب عيون سويسري           | موراكسيلا      | اسم العالم + يلا في مكان ella                    |
| Morganella        | ر. مورغان (H. de R. Morgan) | عالم جراثيم بريطاني        | مورغانيلا      | اسم العالم + يلا في مكان ella                    |
| Moritella         | ريتشارد موريتا              | عالم أحياء دقيقة أمريكي    | موريتيلا       | اسم العالم + يلا في مكان ella                    |
| Paramoritella     | ريتشارد موريتا              | عالم أحياء دقيقة أمريكي    | شبه موريتيلا   | شبه في مكان para + اسم العالم + يلا في مكان ella |
| Moryella          | فرانسين موري                | عالم جراثيم فرنسي          | مورييلا        | اسم العالم + يلا في مكان ella                    |
| Murdochiella      | ديفيد أ. مردوخ              | عالم أحياء دقيقة بريطاني   | مردوخيلا       | اسم العالم + يلا في مكان ella                    |

## N
| المصطلح الإنجليزي | الشخصية المنسوب إليها       | التخصص                             | المصطلح العربي | ملاحظات                                                                     |
| ----------------- | --------------------------- | ---------------------------------- | -------------- | --------------------------------------------------------------------------- |
| Nakamurella       | كازونوري ناكامورا           | عالم أحياء دقيقة ياباني            |                |                                                                             |
| Neisseria         | ألبرت لودفيغ سيغسموند نايسر | عالم جراثيم ألماني                 |                |                                                                             |
| Nesterenkonia     | أولغا نيستيرينكو            | عالمة أحياء دقيقة أوكرانية         |                |                                                                             |
| Nicoletella       | جاك نيكوليه                 | عالم أحياء دقيقة سويسري            | نيكوليتيلا     | اسم العالم + يلا في مكان ella مع مراعات أن التاء في آخر الاسم تنطق في الأصل |
| Nocardia          | ادموند نوكارد               | طبيب بيطري وعالم أحياء دقيقة فرنسي |                |                                                                             |
| Nocardioides      | ادموند نوكارد               | طبيب بيطري وعالم أحياء دقيقة فرنسي |                |                                                                             |
| Pseudonocardia    | ادموند نوكارد               | طبيب بيطري وعالم أحياء دقيقة فرنسي |                |                                                                             |
| Nocardiopsis      | ادموند نوكارد               | طبيب بيطري وعالم أحياء دقيقة فرنسي |                |                                                                             |
| Nonomuraea        | هـ. نونوميرا (H. Nonomura)  | علم تصنيف شعاعيات ياباني           |                |                                                                             |

## O
| المصطلح الإنجليزي | الشخصية المنسوب إليها                | التخصص                   | المصطلح العربي | ملاحظات                       |
| ----------------- | ------------------------------------ | ------------------------ | -------------- | ----------------------------- |
| Ohtaekwangia      | أوه تاي كوانغ                        | عالم أحياء دقيقة كوري    |                |                               |
| Oerskovia         | جيبي أورسكوف                         | عالم أحياء دقيقة دانمركي |                |                               |
| Paraoerskovia     | جيبي أورسكوف                         | عالم أحياء دقيقة دانمركي |                |                               |
| Olleya            | جون أولاي                            | عالم جراثيم بريطاني      |                |                               |
| Olsenella         | إنغار أولسن                          | عالم أحياء دقيقة نرويجي  | أولسنيلا       | اسم العالم + يلا في مكان ella |
| Orenia            | أهارون اورين                         | عالم جراثيم إسرائيلي     |                |                               |
| Ottowia           | جوهانس أوتاوا (Johannes C. G. Ottow) | عالم جراثيم ألماني       |                |                               |
| Owenweeksia       | أوين ب. ويكس                         | عالم جراثيم أمريكي       |                |                               |

## P
| المصطلح الإنجليزي | الشخصية المنسوب إليها         | التخصص                  | المصطلح العربي | ملاحظات                                       |
| ----------------- | ----------------------------- | ----------------------- | -------------- | --------------------------------------------- |
| Palleronia        | نوربرتو باليروني              | عالم جراثيم أمريكي      |                |                                               |
| Pasteurella       | لوي باستور                    | عالم فرنسي              | باستوريلا      | اسم العالم + يلا في مكان ella                 |
| Pasteuria         | لوي باستير                    | عالم فرنسي              |                |                                               |
| Pelczaria         | م. ج. بيلكزار (M. J. Pelczar) | عالم جراثيم أمريكي      |                |                                               |
| Pfennigia         | نوربرت فنيك                   | عالم جراثيم ألماني      |                |                                               |
| Pillotina         | ج. بيلوت                      | عالم أحياء دقيقة فرنسي  |                |                                               |
| Piscirickettsia   | هوارد تايلور ريكيتس           | أخصائي علم أمراض أمريكي |                |                                               |
| Prauserella       | هيلموت بروسير                 | عالم أحياء دقيقة ألماني | بروسيريلا      | اسم العالم + يلا في مكان ella                 |
| Prevotella        | أندريه ر. بريفوت              | عالم جراثيم فرنسي       | بريفوتيلا      | اسم العالم + يلا في مكان ella                 |
| Paraprevotella    | أندريه ر. بريفوت              | عالم جراثيم فرنسي       | شبه بريفوتيلا  | شبه مكان para + اسم العالم + يلا في مكان ella |

## Q
| المصطلح الإنجليزي | الشخصية المنسوب إليها | التخصص                       | المصطلح العربي | ملاحظات                       |
| ----------------- | --------------------- | ---------------------------- | -------------- | ----------------------------- |
| Quinella          | كوين (J. I. Quin)     | عالم أحياء دقيقة جنوب أفريقي | كوينيلا        | اسم العالم + يلا في مكان ella |

## R
| المصطلح الإنجليزي            | الشخصية المنسوب إليها | التخصص                             | المصطلح العربي | ملاحظات                              |
| ---------------------------- | --------------------- | ---------------------------------- | -------------- | ------------------------------------ |
| Ruegeria                     | رويغر                 | عالم أحياء دقيقة ألماني            |                |                                      |
| Rahnella                     | أوتو ران (Otto Rahn)  | عالم أحياء دقيقة الماني/امريكي     | رانيلا         | اسم العالم + يلا في مكان ella        |
| Ralstonia                    | إ. رالستون            | عالم جراثيم أمريكي                 |                |                                      |
| Raoultella                   | ديدييه راوول          | عالم أحياء دقيقة فرنسي             | راوولتيلا      | اسم العالم + يلا في مكان ella        |
| Rathayibacter                | إ. راثاي              | أخصائي أسترالي في علم أمراض النبات | راثايية        | اسم العالم راثاي + ية في مكان bacter |
| Reichenbachiella             | هانز رايخينباخ        | عالم أحياء دقيقة ألماني            | رايخينباخيلا   | اسم العالم + يلا في مكان ella        |
| Rheinheimera                 | غيرهارد راينهايمر     | عالم أحياء دقيقة بحرية ألماني      |                |                                      |
| Rickettsia                   | هوارد تايلور ريكيتس   | أخصائي علم أمراض أمريكي            | ريكتسية        |                                      |
| Neorickettsia, Rickettsiella | هوارد تايلور ريكيتس   | أخصائي علم أمراض أمريكي            | ريكيتسيلا      | اسم العالم + يلا في مكان ella        |
| Riemerella                   | ريمر                  |                                    |                |                                      |
| Robinsoniella                | إسادوري م. روبنسون    | عالم أحياء دقيقة أمريكي            | روبنسونيلا     | اسم العالم + يلا في مكان ella        |
| Rochalimaea (Bartonella)     | هنريك دا روشا ليما    | عالم جراثيم برازيلي                |                |                                      |
| Roseburia                    | تيودور روزبوري        | عالم أحياء دقيقة أمريكي            |                |                                      |
| Rothia                       | جينيفيف د. روث        | عالم جراثيم أمريكي                 |                |                                      |
| Ruania                       | جي شنغ روان           | عالم أحياء دقيقة صيني              |                |                                      |
| Rummeliibacillus             | جون روميل             | عالم بيولوجيا فلكية أمريكي         |                |                                      |

## S
| المصطلح الإنجليزي                                         | الشخصية المنسوب إليها                 | التخصص                                       | المصطلح العربي | ملاحظات                                                           |
| --------------------------------------------------------- | ------------------------------------- | -------------------------------------------- | -------------- | ----------------------------------------------------------------- |
| Salmonella                                                | دانيال إلمر سالمون                    | جراح بيطري أمريكي                            | سلمونيلا       |                                                                   |
| Samsonia                                                  | ريجين سمسون                           | عالم جراثيم نباتية فرنسي                     | سمسونية        | إجتهاد                                                            |
| Scardovia                                                 | فيتوريو سكاردوفي                      | عالم أحياء دقيقة إيطالي                      |                |                                                                   |
| Aeriscardovia, Parascardovia, Alloscardovia,Metascardovia | فيتوريو سكاردوفي                      | عالم أحياء دقيقة إيطالي                      |                |                                                                   |
| Schineria                                                 | إغناتز رودولف شينير                   |                                              |                |                                                                   |
| Schlegelella                                              | شليغل (H. G. Schlegel)                | عالم أحياء دقيقة ألماني                      | شليغليلا       | اسم العالم + يلا في مكان ella                                     |
| Schlesneria                                               | هاينز شليزنر                          | عالم أحياء دقيقة ألماني                      |                |                                                                   |
| Schumannella                                              | ب. شومان                              | عالم أحياء دقيقة ألماني                      | شومانيلا       | اسم العالم + يلا في مكان ella                                     |
| Schwartzia                                                | هيلين م. شوارتز                       | أخصائي فيزيولوجيا الكرش جنوب أفريقي          |                |                                                                   |
| Sebaldella                                                | مادلين سيبالد                         | عالم جراثيم فرنسي                            | سيبالديلا      | اسم العالم + يلا في مكان ella                                     |
| Seinonella                                                | أكيو ساينو                            | عالم أحياء دقيقة ياباني                      | ساينونيلا      | اسم العالم + يلا في مكان ella                                     |
| Seliberia                                                 | سيليبار (G. L. Seliber)               | عالم أحياء دقيقة روسي                        |                |                                                                   |
| Serratia                                                  | سيرافينو سيراتي                       | فيزيائي إيطالي                               | السِّرَّاتِيَّة       | المعجم الطبي الموحد                                               |
| Sharpea                                                   | ميكايلا إ. شارب (Michaela E. Sharpe)  | عالم جراثيم بريطاني                          |                |                                                                   |
| Shewanella                                                | ج. م. شيوان (J. M. Shewan)            | عالم جراثيم بريطاني                          | شيوانيلا       | اسم العالم + يلا في مكان ella                                     |
| Alishewanella                                             | ج. م. شيوان (J. M. Shewan)            | عالم جراثيم بريطاني                          | أليشيوانيلا    | السابقة أليـ كما في اللفظ الأعجمي + اسم العالم + يلا في مكان ella |
| Shigella                                                  | كيوشي شيغا                            | عالم جراثيم ياباني                           | شيغيلا         | اسم العالم + يلا في مكان ella                                     |
| Shimazuella                                               | أكيرا شيمازو                          | عالم أحياء دقيقة ياباني                      | شيمازويلا      | اسم العالم + يلا في مكان ella                                     |
| Shimia                                                    | جاي شيم                               | عالم أحياء دقيقة كوري                        |                |                                                                   |
| Shimwellia                                                | شيمويل (J. L. Shimwell)               |                                              |                |                                                                   |
| Shinella                                                  | يونغ-كوك شين                          | عالم أحياء دقيقة ياباني                      | شينيلا         | اسم العالم + يلا في مكان ella                                     |
| Shuttleworthia                                            | سيريل شاتلوورث                        | عالم أحياء دقيقة بريطاني                     |                |                                                                   |
| Simiduia                                                  | أوسيو سيميدو                          | عالم أحياء دقيقة ياباني                      |                |                                                                   |
| Simkania                                                  | سيمونا كاهان                          |                                              |                |                                                                   |
| Simonsiella                                               | هيلموت سيمونز                         | عالم جراثيم ألماني                           | سيمونزيلا      | اسم العالم + يلا في مكان ella                                     |
| Skermanella                                               | فيكتور سكيرمان (Victor B. D. Skerman) | اختصاصي تصنيف وعالم جراثيم أسترالي           | سكيرمانيلا     | اسم العالم + يلا في مكان ella                                     |
| Skermania                                                 | فيكتور سكيرمان (Victor B. D. Skerman) | اختصاصي تصنيف وعالم جراثيم أسترالي           |                |                                                                   |
| Slackia                                                   | جيفري سلاك                            | عالم أحياء دقيقة وباحث في طب الأسنان بريطاني |                |                                                                   |
| Smithella                                                 | بول سميث (Paul H. Smith)              | عالم أحياء دقيقة أمريكي                      | سميثيلا        | اسم العالم + يلا في مكان ella                                     |
| Sneathia                                                  | سنيث (P. H. A. Sneath)                | عالم جراثيم بريطاني                          | سنيثة          | إجتهاد                                                            |
| Sneathiella                                               | سنيث (P. H. A. Sneath)                | عالم جراثيم بريطاني                          | سنيثيلا        | إجتهاد                                                            |
| Soehngenia                                                | نيكولاس سوانجين                       | عالم أحياء دقيقة هولندي                      |                |                                                                   |
| Soonwooa                                                  | سون وو هونغ                           | عالم أحياء دقيقة كوري                        |                |                                                                   |
| Stackebrandtia                                            | إركو ستاكبرانت                        | عالم أحياء دقيقة ألماني                      |                |                                                                   |
| Staleya                                                   | جيمس ت. ستالي                         | عالم أحياء دقيقة أمريكي                      |                |                                                                   |
| Stanierella                                               | روجر ستانيير                          | عالم أحياء دقيقة كندي                        | ستانييريلا     | اسم العالم + يلا في مكان ella                                     |
| Stappia                                                   | ستاب                                  | عالم أحياء دقيقة بلجيكي                      |                |                                                                   |
| Starkeya                                                  | روبرت ل. ستاركي                       | عالم جراثيم أمريكي                           |                |                                                                   |
| Stetteria                                                 | كارل أوتو ستيتر                       | عالم أحياء ألماني                            |                |                                                                   |
| Sutterella                                                | فيرا سوتر                             | عالم جراثيم أمريكي                           | سوتريلا        | اسم العالم + يلا في مكان ella                                     |
| Parasutterella                                            | فيرا سوتر                             | عالم جراثيم أمريكي                           | شبه سوتريلا    | شبه مكان para + اسم العالم + يلا في مكان ella                     |
| Suttonella                                                | سوطون (R. G. A. Sutton)               | عالم جراثيم بريطاني                          | سوطونيلا       | اسم العالم + يلا في مكان ella                                     |
| Swaminathania                                             | سواميناثان                            | عالم أحياء هندي                              |                |                                                                   |

## T
| المصطلح الإنجليزي | الشخصية المنسوب إليها           | التخصص                  | المصطلح العربي | ملاحظات                       |
| ----------------- | ------------------------------- | ----------------------- | -------------- | ----------------------------- |
| Tannerella        | آن تانر (Anne C. R. Tanner)     | عالم أحياء دقيقة أمريكي | تانريلا        | اسم العالم + يلا في مكان ella |
| Tanticharoenia    | موراكوت طانتيكاروين             | عالم جراثيم تايلاندي    |                |                               |
| Tatlockia         | هيو تاتلوك                      | عالم أحياء دقيقة أمريكي |                |                               |
| Tatumella         | هارفي تاتوم                     | عالم جراثيم أمريكي      | تاتوميلا       | اسم العالم + يلا في مكان ella |
| Taylorella        | تايلور (C. E. D. Taylor)        | عالم جراثيم بريطاني     |                |                               |
| Terasakiella      | ي. تيرازاكي (Y. Terasaki)       | عالم أحياء دقيقة ياباني | تيرازاكيلا     | اسم العالم + يلا في مكان ella |
| Thauera           | ر. تاور (R. Thauer)             | عالم جراثيم ألماني      |                |                               |
| Thorsellia        | وولبورغ ثورسل                   | عالم أحياء سويدي        |                |                               |
| Tindallia         | براين تيندل                     | عالم جراثيم بريطاني     |                |                               |
| Tistlia           | مايكل تيستل                     | جيولوجي ألماني          |                |                               |
| Tissierella       | تيسيير (P. H. Tissier)          | عالم جراثيم فرنسي       | تيسييريلا      | اسم العالم + يلا في مكان ella |
| Tomitella         | فيزاو توميتا                    | عالم جراثيم ياباني      | توميتيلا       | اسم العالم + يلا في مكان ella |
| Trabulsiella      | طرابلسي (L. R. Trabulsi)        | عالم جراثيم برازيلي     | طرابلسيلا      | اسم العالم + يلا في مكان ella |
| Truepera          | هانز ج. تروبير (Hans G. Trüper) | عالم جراثيم ألماني      |                |                               |
| Tsukamurella      | ميتشيو تسوكامورا                | عالم جراثيم ياباني      | تسوكاموريلا    | اسم العالم + يلا في مكان ella |
| Turneriella       | ليزلي تيرنر                     | عالم جراثيم بريطاني     |                |                               |

## U
| المصطلح الإنجليزي | الشخصية المنسوب إليها | التخصص                  | المصطلح العربي | ملاحظات                       |
| ----------------- | --------------------- | ----------------------- | -------------- | ----------------------------- |
| Umezawaea         | هاماو ايميزاوا        | عالم جراثيم ياباني      |                |                               |
| Uruburuella       | فيديريكو أوروبورو     | عالم أحياء دقيقة إسباني | أوروبورويلا    | اسم العالم + يلا في مكان ella |

## V
| المصطلح الإنجليزي | الشخصية المنسوب إليها | التخصص                   | المصطلح العربي | ملاحظات                       |
| ----------------- | --------------------- | ------------------------ | -------------- | ----------------------------- |
| Vasilyevaea       | لينا فاسيلييفا        | عالم أحياء دقيقة الروسية |                |                               |
| Veillonella       | أدريان فيون           | عالم جراثيم فرنسي        | فيونيلا        | اسم العالم + يلا في مكان ella |
| Vogesella         | أوتو فوغس             | عالم أحياء دقيقة ألماني  | فوغسيلا        | اسم العالم + يلا في مكان ella |
| Volcaniella       | ب. إلازاري فولكاني    | عالم جراثيم إسرائيلي     | فولكانيلا      | اسم العالم + يلا في مكان ella |

## W
| المصطلح الإنجليزي | الشخصية المنسوب إليها                  | التخصص                   | المصطلح العربي | ملاحظات                       |
| ----------------- | -------------------------------------- | ------------------------ | -------------- | ----------------------------- |
| Wautersia         | جورجس ووترس                            | عالم أحياء دقيقة بلجيكي  |                | تسمى أيضاً Cupriavidus         |
| Wautersiella      | جورجس ووترس                            | عالم أحياء دقيقة بلجيكي  | ووترسيلا       | اسم العالم + يلا في مكان ella |
| Weeksella         | أوين ب. ويكس                           | عالم جراثيم أمريكي       | ويكسيلا        | اسم العالم + يلا في مكان ella |
| Weissella         | نوربرت فايس (Norbert Weiss)            | عالم جراثيم ألماني       | فايسيلا        | اسم العالم + يلا في مكان ella |
| Wenxinia          | ون شين تشن                             | عالم أحياء دقيقة صيني    |                |                               |
| Wigglesworthia    | ف. ب. ويغلزوورث (V. B. Wigglesworth)   | عالم طفيليات بريطاني     | ويغلزوورثية    | إجتهاد                        |
| Williamsia        | ستانلي ت. وليامز                       | عالم أحياء دقيقة بريطاني |                |                               |
| Winogradskyella   | سيرغي وينوغرادسكي (Sergey Winogradsky) | عالم أحياء دقيقة روسي    | وينوغرادسكيلا  | اسم العالم + يلا في مكان ella |
| Wolbachia         | س. بيرت وولباك                         | عالم جراثيم أمريكي       |                |                               |
| Wolinella         | وولين (M. J. Wolin)                    | عالم جراثيم أمريكي       | وولينيلا       | اسم العالم + يلا في مكان ella |

## Y
| المصطلح الإنجليزي | الشخصية المنسوب إليها                  | التخصص                | المصطلح العربي | ملاحظات                       |
| ----------------- | -------------------------------------- | --------------------- | -------------- | ----------------------------- |
| Yangia            | يانغ (H.-F. Yang)                      | عالم أحياء دقيقة صيني |                |                               |
| Yaniella          | شون تشو يان                            | عالم أحياء دقيقة صيني | يانيلا         | اسم العالم + يلا في مكان ella |
| Yersinia          | الكسندر يرسين (Alexandre J. E. Yersin) | عالم جراثيم سويسري    |                |                               |
| Yonghaparkia      | يونغ ها بارك                           | عالم أحياء دقيقة كوري |                |                               |
| Yuhushiella       | يوهو شي                                | عالم أحياء دقيقة صيني | يوهوشييلا      | اسم العالم + يلا في مكان ella |

## Z
| المصطلح الإنجليزي | الشخصية المنسوب إليها         | التخصص                  | المصطلح العربي | ملاحظات                       |
| ----------------- | ----------------------------- | ----------------------- | -------------- | ----------------------------- |
| Zavarzinella      | جورجي أ. زافارزين             | عالم جراثيم روسي        | زافارزينيلا    | اسم العالم + يلا في مكان ella |
| Zavarzinia        | جورجي أ. زافارزين             | عالم جراثيم روسي        |                |                               |
| Zhangella         | شو تشنغ تشانغ                 | عالم كيمياء حيوية صيني  | تشانغيلا       |                               |
| Zhihengliuella    | زي هنغ ليو (Zhi-Heng Liu)     | عالم أحياء دقيقة صيني   |                |                               |
| Zhouia            | بى جين زهو (Pei-Jin Zhou)     | عالم أحياء دقيقة صيني   |                |                               |
| Zimmermannella    | زيميرمان (O.E.R. Zimmermann)  | عالم أحياء دقيقة ألماني | زيميرمانيلا    | اسم العالم + يلا في مكان ella |
| Zobellella        | كلود زوبيل (Claude E. ZoBell) | عالم جراثيم أمريكي      | زوبيليلا       | اسم العالم + يلا في مكان ella |
| Zobellia          | كلود زوبيل (Claude E. ZoBell) | عالم جراثيم أمريكي      |                |                               |
| Pseudozobellia    | كلود زوبيل (Claude E. ZoBell) | عالم جراثيم أمريكي      |                |                               |
| Zooshikella       | زوو شيك لي (Zoo Shik Lee)     | عالم أحياء دقيقة كوري   | زووشيكيلا      | اسم العالم + يلا في مكان ella |
| Zunongwangia      | زو نونغ وانغ (Zu-Nong Wang)   | عالم أحياء دقيقة صيني   |                |                               |